# Estación de Dos Castillas (Metro Ligero de Madrid)
Dos Castillas es una estación de la línea ML-2 de Metro Ligero Oeste situada en la vía homónima de Pozuelo de Alarcón. Abrió al público el 27 de julio de 2007.
Su tarifa corresponde a la zona B1 según el Consorcio Regional de Transportes.

## Accesos
- Dos Castillas Vía de las Dos Castillas, 11

## Líneas y conexiones

### Metro Ligero
| << cabecera    | < estación | línea | estación >           | cabecera >> |
| -------------- | ---------- | ----- | -------------------- | ----------- |
| Colonia Jardín | Bélgica    |       | Campus de Somosaguas | Aravaca     |